# Osgyth
Osgyth ou Osyth est une princesse anglo-saxonne qui aurait vécu au VIIe siècle. Elle est considérée comme sainte et fêtée le 7 octobre.

## Biographie
Selon la tradition hagiographique, principalement due à William de Vere (en), Osgyth est la fille du roi du Surrey Frithuwold et de Wilburga, la fille du roi Penda de Mercie. Elle naît à Quarrendon (en), dans le Buckinghamshire, et grandit auprès de sa tante Eadgyth au couvent d'Aylesbury.
Alors qu'elle se destinait à une carrière dans les ordres, elle est mariée contre son gré à Sigehere, le roi roi des Saxons de l'Est. Elle parvient cependant à rester vierge et obtient de son mari qu'il la laisse devenir religieuse. Il lui offre le village de Chich, où elle fonde un couvent.
William de Vere la fait mourir décapitée par des pirates danois en 700, mais il s'agit d'une erreur chronologique grossière, les invasions vikings ne débutant en Angleterre qu'un siècle plus tard.

## Culte

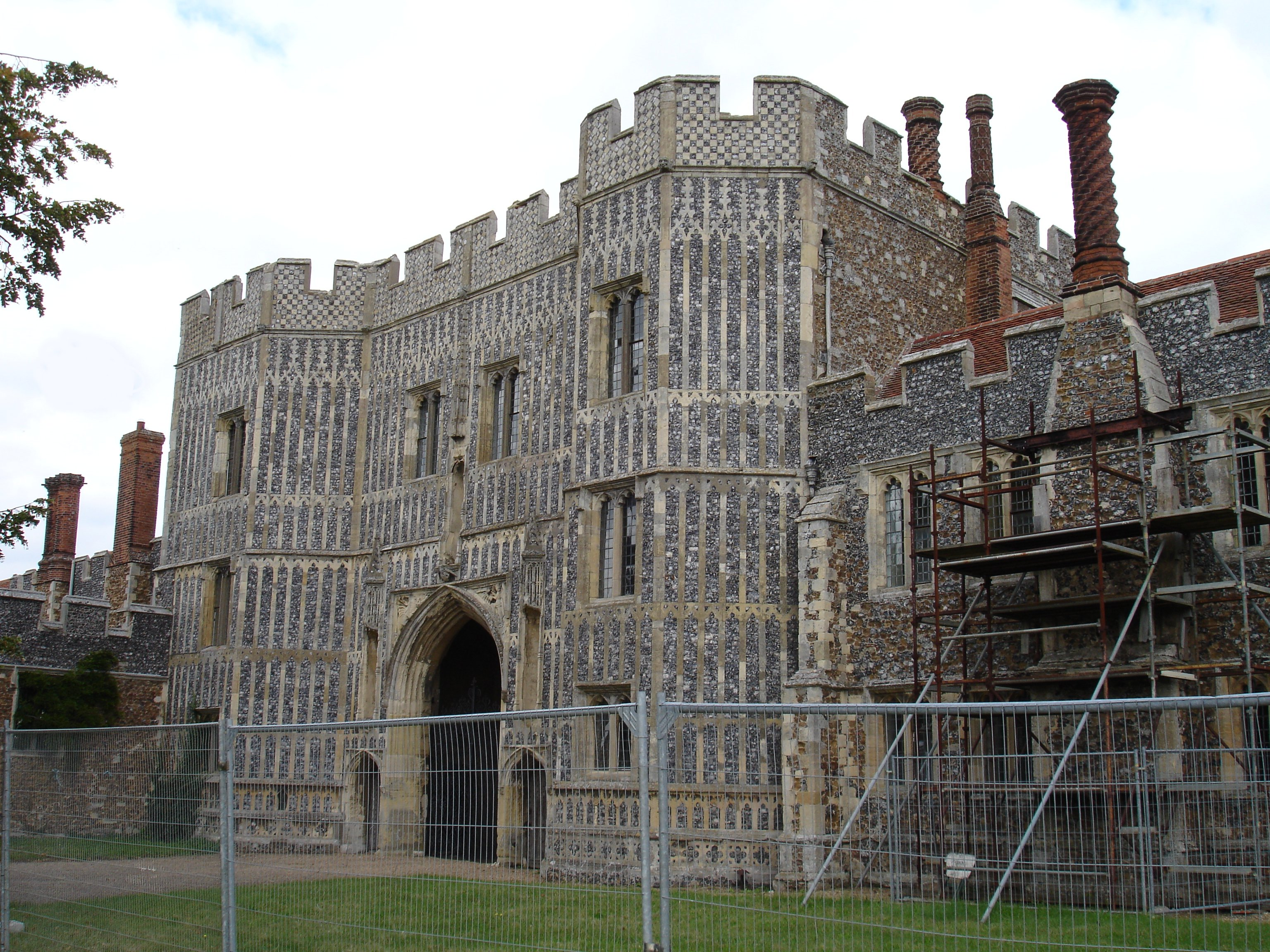
La grande porte de l'abbaye de St Osyth.

Cette sainte céphalophore est fêtée le 7 octobre. Le centre de son culte était l'abbaye de St Osyth, située près du village de Chich, fondée au XIIe siècle. C'est à cette époque que William de Vere, chanoine de l'abbaye, rédige une hagiographie de la sainte.
Son historicité reste difficile à établir : Bède le Vénérable mentionne bien Sigehere dans son Histoire ecclésiastique du peuple anglais, mais pas Osyth. Il semble que deux Osyth distinctes aient été confondues, l'une liée à Chich et l'autre à Aylesbury.